# Carl Nielsen
 Der er flere personer med dette navn, se Carl Nielsen (flertydig).
Carl August Nielsen (9. juni 1865 i Sortelung, Nørre Lyndelse, på Fyn – 3. oktober 1931 i København) var en dansk komponist og dirigent. Han skrev seks symfonier, tre koncerter for hhv. violin, fløjte, klarinet og orkester, to operaer, seks strygekvartetter og anden kammermusik samt flere hundrede sange og andre vokalværker (kantater). Han var fra 1891 gift med billedhugger Anne Marie Brodersen.

## Liv
Han blev født i et fattigt landarbejderhjem på Fyn i Sortelung nær Nørre Lyndelse, syd for Odense. Carl havde 11 søskende, hvoraf flere døde ganske unge. Faderen var maler og tjente ekstra som landsbymusikant. Niels Jørgensen (eller Niels Maler) lærte flere af sine børn at spille violin. Carl viste et særligt stort talent for det. Han kunne spille de store mestre som Mozart og Beethoven. Den lokale musikforening fik ham optaget som blæser i et militærorkester. Her lærte han at spille på en lang række instrumenter og blev forfremmet til korporal. Det åbnede muligheden for en friplads på konservatoriet. Herefter blev han violinist og senere kapelmester i Det Kongelige Kapel. Han er omtalt som sin tids største musikbegavelse i Norden. Han tonesatte alt fra småsange som Jens Vejmand til store symfonier og operaer som Maskarade.
I 1890 modtog Carl Nielsen Det anckerske Legat, der gav ham mulighed for at tage på en længere studierejse til Tyskland og Frankrig. I det skandinaviske selskabsliv i Paris mødte han den to år ældre danske billedhugger og maler Anne Marie Carl-Nielsen (født Brodersen, 21. juni 1863 i Sdr. Stenderup – 21. februar 1945 i København). De fejrede en uofficiel bryllupsfest uden papirer 10. april på en restaurant i Paris. Herefter rejste de sammen videre til Italien, hvor de blev viet 10. maj i den engelske kirke i Firenze. De fik døtrene Irmelin Johanne (Kbh., 9.12.1891-Kbh., 9.9.1974, gift Eggert-Møller) og Anne Marie (4.3.1893-17.4.1983, gift 1918-36 med violinvirtuosen Emil Telmányi) og sønnen Hans Børge (5.9.1895-1956), der var retarderet. Ingen af Nielsens officielle børn efterlod sig børn.
Men inden sit ægteskab havde Carl Nielsen allerede som 22-årig fået en søn, Carl August Hansen (Kbh. 8.1.1888 – New York, 4.1.1963) med Karen Marie Hansen (4.9.1865-17.3.1949), der var stuepige i København i den opgang Carl Nielsen boede. Carl Nielsen anerkendte aldrig faderskabet, men han hjalp både moderen og sønnen økonomisk.
Carl August Hansen lærte som faderen at spille violin og uddannede sig i USA som farmaceut. Moder og søn var i 1901 emigreret til USA, men Carl August vendte i 1912 alene tilbage til København, hvor han i et par år studerede på Det kgl. danske Musikkonservatorium uden at fuldende studierne. Han blev restaurationsmusiker og spillede med en trio i flere sæsoner på et hotel i Skagen. Inden han rejste fra USA, havde han giftet sig og fik senere en datter. Men ligesom faderen havde også han et uægteskabeligt barn med en dansk kvinde.
Nielsens forskellige efterkommere optræder i John Fellows underholdende bog "Vil Herren ikke hilse på sin Slægt" (Forlaget Multivers, Kbh. 2005). Titlen er et citat fra Mascarade..
Det har været påstået, at Carl Nielsen også var far til en datter uden for ægteskabet, Rachel Siegmann (døbt Edith Ragnhild Hansen, Kbh. 12.10.1910 – død 11.9.1969), hvis mor skulle være ansat på Det kgl. Teater. Alt tyder dog på, at Carl Nielsen næppe har været faderen. Rachel blev komponist i mindre målestok. Kun tre sange af hende er kendt. De blev udgivet i kommission hos Wilhelm Hansens Musikforlag først i 1930'erne.
Carl Nielsen kom ofte på besøg på Damgård ved Fredericia, og her skrev han flere af sine værker. Livet på Damgård var enkelt, og han måtte gå til en nabogård, når han skulle telefonere. Da han fik konstateret en hjertesygdom, anbefalede hans læge, at han fandt en rolig fritidssyssel - og det blev strikning. På Damgård strikkede Carl Nielsen bl.a. karklude med røde kanter. Carl Nielsen holdt af ophold på Damgården af flere grunde: faste spisetider, deltagelse i de daglige sysler på gården og at gården lå så langt fra København, at Carl Nielsen kom i bil. På Damgård findes et mindesmærke for Carl Nielsen skabt af Anne Marie Carl Nielsen.[kilde mangler]

## Sange
Carl Nielsen skrev omkring 350 sange. Han skrev ikke deciderede kunstsange som den gennemkomponerede tyske "Lied", men snarere sange i en folkelig stil (strofiske sange). Det er karakteristisk, at han udelukkende skrev sange til danske tekster. I sine unge år (1887-88) komponerede han nogle få sange til engelske tekster oversat til dansk.
I 1914 påtog han sig at skaffe melodier til Johan Borups Dansk Sangbog dels ved selv at komponere melodier, dels ved at lade opgaven gå videre til sine elever.
Sammen med Thomas Laub, Oluf Ring og Thorvald Aagaard redigerede han Folkehøjskolens Melodibog (1922), der indeholdt en lang række af hans tidligere udgivne sange.
Også en række sange i Den Danske Salmebog har melodi af Carl Nielsen. Selv om han komponerede et utal af salmer, er det kun et fåtal, der er blevet stående. Han var ikke "Barn af Huset", som Thomas Laub formulerede det.
Sangene Vi sletternes sønner og Jens Vejmand er optaget i kulturkanonen.
- Sange i Wikisource

## Monumenter, hæder og eftermæle
1925 blev Carl Nielsen Kommandør af 2. grad af Dannebrogordenen.
Carl Nielsens portræt pryder de gamle danske 100-kronesedler.
Anne Marie Carl-Nielsen skabte flere monumenter for Carl Nielsen og hans gravmonument på Vestre Kirkegård (1932). Et står på Grønningen i København, et andet i Nørre Lyndelse på Fyn (1933). Her er Carl Nielsen Skolen opkaldt efter ham. Et af hans barndomshjem i byen er indrettet som Carl Nielsen-Museum. I Odense har byens koncerthus navn efter ham. I det er indrettet et "Carl Nielsen Museum".
Carl Nielsen Salen på Det Kongelige Teater er opkaldt efter ham.
Monumentet i skellet mellem St. Kongensgade og Grønningen i København forestiller en nøgen ung mand, som spiller på panfløjte. Han er til hest – den vingeløse Pegasus . Ansigtstrækkene er den unge Carl Nielsens.
I Anna og Michael Anchers hjem Anchers Hus i Skagen hænger et portræt af Carl Nielsen. Carl Nielsen besøgte først Skagen i 1906, mens maleriet er fra 1890'erne. Der findes desuden malerier af Viggo Johansen 1912, af Julius Paulsen 1931 (Frederiksborgmuseet) og af Sigurd Swane (Odense Museum). En karton af Ejnar Nielsen 1936 til portrætteret i mosaik i Stærekassen samme år. Buste af Anne Marie Carl Nielsen 1938. Træsnit af T. Blom 1900 og K.J. Almqvist 1933.
Carl Nielsen og Anne Marie Carl-Nielsens Legat blev oprettet af deres døtre i 1957, populært kendt som Carl Nielsen Legatet.

## Værker
Dan Fog og Torben Schousboe udgav i 1965 et katalog over Carl Nielsens værker. Værknumrene, der følger dette katalog, angives oftest med initialerne FS. Den 5. symfoni "FS 97". Fortegnelsen er ufuldstændig og behæftet med mange fejl og mangler. Som erstatning udsendte Dansk Center for Musikudgivelse i 2014 en digital tematisk-bibliografisk fuldstændig fortegnelse over alle værker, kilder og litteratur (med flere versioner af samme værk), Carl Nielsen Works Catalogue, (CNW).
Et af Carl Nielsen meget kendte og populære værker er Tågen Letter for fløjte og harpe, der ofte høres i DR's ønskeprogrammer. Det er skrevet til Helge Rodes eventyrspil Moderen fra 1920, der handler om Krigen i 1864 og tågen, der har lagt sig over det tabte land.

### Carl Nielsen Udgaven
Omkring 1995 konstateredes det, at Carl Nielsens værker ikke var udgivet i en form, som kunne leve op til musiklivets og musikforskningens krav. Det skyldtes bl.a. Carl Nielsens skødesløshed ved korrekturlæsning og nøjagtighed samt velmenende musiker- og komponistkollegers rettelser i kilderne. Flere af de betydeligste værker forelå kun i håndskrevne kopier, og for de trykte værkers vedkommende var der ofte tale om mangelfulde udgaver.
På den baggrund oprettedes med støtte fra Kulturministeriet Carl Nielsen Udgaven (1993-2009), som gennemførte et tilbundsgående studium af kilderne til Carl Nielsens musik med henblik på at udgive den første samlede praktisk/videnskabelige udgave af hans værker. Resultatet er 35 bind med tilhørende klaverpartiturer (til operaer, korværker og koncerter), samt stemmemateriale.

### Operaer
- Saul og David, 4 akter, (1901-2), tekst af Einar Christiansen baseret på det gammele testamente
- Maskarade, 3 akter, (1905-6), tekst af Vilhelm Andersen baseret på Ludvig Holbergs komedier som Mascarade

### Symfonier
Symfonisk Rhapsodi i F-dur (1. sats af en ufuldendt 1. symfoni) (1890)
1. Symfoni nr. 1, g-mol, op. 7 (1891-1892)
2. op. 16 De fire Temperamenter (1901-1902)
3. op. 27 Sinfonia Espansiva (1910-1911)
4. op. 29 Det Uudslukkelige (1914-1916)
5. Symfoni nr. 5, op. 50 (1920-1922)
6. (uden op.) Sinfonia Semplice (1924-1925)

Andre orkesterværker:
- Suite, op. 1 (a-mol) for strygere (1888, rev. 1889)
- Forspil til "En Aften paa Giske" (A. Munch) (1890)
- Forspil til "Snefrid" (Holger Drachmann) (1893)
- Helios-Ouverture, op. 17 (1903)
- Saga-Drøm. Tondichtung, op. 39 (1907/8)
- Andante lamentoso – "Ved en ung Kunstners Baare". For strygere (1910)
- Pan og Syrinx. Naturscene op. 49 (1917-18)
- Rhapsodisk Ourverture "En Fantasirejse til Færøerne" (1927)
- Bøhmisk-dansk Folketone. Strygeorkester (1928)

### Koncerter
- Violinkoncert, op. 33 (1911)
- Fløjtekoncert (1926, rev. med ny slutning i julen 1926-januar 1927)
- Klarinetkoncert, op. 57 (1928)

### Korværker
- Hymnus amoris, op. 12 (A. Olrik/J. L. Heiberg) (1896)
- Søvnen, op. 18, blandet kor og orkester (Johannes Jørgensen) (1903-04)
- Fynsk Foraar, lyrisk humoreske, op. 42, for soli, kor og orkester, (Aage Berntsen) (1921)
- Tre Motetter, op. 55, blandet kor a capella (Bibelen)

### Klaverværker
- 2 Carakterstykker (1880'erne)
- 5 Klaverstykker, op. 3 (1890)
- Symfonisk Suite, op. 8 (1894)
- Humoreske Bagateller, op. 11 (1896)
- Fest-Præludium "Ved Aarhundredskiftet" (1900)
- Drømmen om "Glade Jul" (1905)
- Klaverstykke i skuespillet "Forældre" (O. Benzon) (1908)
- Chaconne, op. 32 (1916-17)
- Tema med Variationer, op. 40 (1917)
- Suite, op. 45 "Den luciferiske" (1919)
- Klavermusik for Smaa og Store, hefte 1-2, op. 53 (1929)
- Klaverstykke i C-dur (1930-31?)
- Tre Klaverstykker, op. 59 posthumt (1928)

### Orgelværker
- 29 Præludier, op. 51 (1929)
- To efterladte Præludier (1930)
- Commotio, op. 58 (1931)

### Kammermusik
- Klavertrio, G-dur (1880-83)
- To Fantasistykker, op. 2 for obo og klaver (1890)
- Canto serioso, for horn (eller cello) & klaver (1913)
- (a) Strygekvartetter
  - d-mol (1880-83)
  - F-dur (1888) [gået tabt]
  - g-mol, [nr. 2] op. 13 (1888, rev. 1898)
  - f-mol, [nr. 1] op. 5 (1890)
  - Es-dur, [nr. 3] op. 14 (1897-98)
  - F-dur, [nr. 4] op. 44 (1906, rev. 1919)
- (b) Kvintetter:
  - Strygekvintet, G-dur (1888)
  - Serenata in vano ["Forgæves serenade"] for 5 instrumenter (1914)
  - Blæserkvintet, op. 43 (1922)

### Anden kammermusik
- Violinsonate, G-dur (1880-83)
- Violinsonate nr. 1, A-dur, op. 9 (1895)
- Violinsonate nr. 2, g-mol, op. 35 (1912)
- Præludium og Tema med Variationer, op. 48 for violin (1923)
- Preludio e Presto, op. 52 for violin (1927-8)

### Scenemusik
- Snefrid (H. Drachmann) (1893, senere revideret)
- Hr.Oluf han rider – (H. Drachmann) (1906)
- Willemoes (L. C. Nielsen) (1907) [sammen med Emilius Bangert]
- Tove (Ludvig Holstein) (1907-08)
- Hagbarth og Signe (A. Oehlenschlæger) (1910)
- Skt. Hans-Aftenspil (A. Oehlenschlæger) (1913)
- Prolog ved Mindefesten for Shakespeare (Helge Rode) (1916)
- Aladdin (A. Oehlenschlæger) (1918-19)
- Moderen, op. 41 (Helge Rode) (1920)
- Hyldest til Holberg (H. H. Seedorff Pedersen) (1922)
- Ebbe Skammelsen (H. Bergstedt) (1925)
- Amor og Digteren (S. Michaëlis) (1930)

### Kantater
Carl Nielsen modtog ofte invitationer til at skrive kantater til forskellige lejligheder og anledninger, men komponerede dem ikke altid med "hjertet", snarere med udsigt til lidt ekstra penge:
- Universitetets Aarsfest, op. 24 (1908)
- Sørgefesten for P. S. Krøyer (december 1909)
- Mindefesten for Stormen på Københavns i 1659 (februar 1909)
- Landsudstillingen i Aarhus (maj 1909) [sammen med Emilius Bangert]
- Grosserersocietets 100-års jubilæum (april 1917)
- Polyteknisk Læreanstalts 100-års jubilæum (1929)

### Sange
Carl Nielsens sangproduktion er overvældende. Han udgav otte sang-hæfter:
- "Musik til 5 Digte af J P Jacobsen", op. 4 (1892)
- [5] "Viser og Vers af J P Jacobsen", op. 6 (1893)
- [6] "Sange af Ludvig Holstein", op. 10 (1897)
- [7] "Strofiske Sange", hefte 1-2, op. 21 (1907)
- [49] "Salmer og Aandelige Sange" (1919)
- "Tyve folkelige Melodier" (1921)
- "Fire folkelige Melodier" (1923)
- "10 danske Smaasange" (1926)

- og redigerede desuden en række sangbøger, der foruden egne sange også indeholder sange af andre komponister:
- En Snes danske Viser, hefte 1-2 (1915 & 1917)- sammen med Thomas Laub
- Melodier til de nyere sangtekster i Johan Borups Dansk Sangbog (1916); ny udgave 1926.
- Folkehøjskolens Melodibog (1. udg. 1922; Tillæg, 1927; 2.udg. 1928)
- Melodier til Sangbogen "Danmark" (1924; senere Ny udgave)

### Titelfortegnelse
| Årstallet er kompositionsår (omtrentlige) - Ak, min Rose visner bort (A. Brorson) (1914) - Aldrig hans Ord kan jeg glemme (Paludan-Müller) (1891) - Alle de voksende Skygger (J. P. Jacobsen) (1887-8) - Alt på den vilde Hede (Grundtvig) (1913) - Angst (E. Aarestrup) (1887) - Balladen om Bjørnen, op. 47 (Aa. Berntsen, efter Almquist) - Blomsterstøv fra Blomsterbæger (V. Stuckenberg) (1929) - Byg på Sletten, ej på Tinden (Zak. Nielsen) (1924) - Dagene skriver lykkens runer (J. Sigurjonsson) (1918) - Danmark i tusind Aar (V. Rørdam) (1916-17) - Danmark, nu blunder den lyse Nat (Th. Larsen) (1929) - De Refsnæsdrenge (St. St. Blicher) (1914) - Dannevang med grønne Bred (B.S. Ingemann) (1923) - Dansk Vejr (Ove Rode) - De snækker mødtes i kvæld på hav (Grundtvig) (1920-21) - De Unges Sang (J. C. Hostrup) (1909) - Den danske Sang er en ung, blond Pige (Kai Hoffmann) (1924) - Den første lærke (J. Aakjær) (1907) - Den gamle Husmand står ved Gavl (J. Skjoldborg) (1926) - Den kedsom Vinter gik sin gang (A. Stub) (1924) - Den Magt, som gav mig min lille Sang (B. Bjørnson) (1926) - Den milde Dag er lys og lang af Fynsk Foraar (Aa. Berntsen) (1920) - Den sorte fugl er kommet (1922) med ny tekst af Frank Jæger, udgivet i Jægers Havkarlens sange(1956). Melodien stammer fra Nielsens sang "Sof sött, du lilla Sonja", der også har tekst af Carl Nielsen. - Den Spillemand spiller på Strenge (M. Damm) (1924) - Den store, hvide Flok (A. Brorson) (1914-19?) - Den store Mester kommer (B. S. Ingemann) (1919?) - Den trænger ud til hvert et Sted (J. C. Hostrup) (1928) - Denne er Dagen, som Herren har gjort (Grundtvig) (1914) - Der boede en Mand i Ribe By (Folkesang) (1916?) - Der dukker af Disen (J. Aakjær) (1914) - Der er en Bøn på Jorden (Grundtvig) (1914?) - Der er en gammel Rønne (Mads Hansen) (1926) - Der er en Vej, som Verden ikke kender (Grundtvig) (1914) - Der er et yndigt Land (A. Oehlenschlæger)(1923-24) - Der sad en Fisker så tankefuld (Grundtvig) (1914?) - Derfor kan vort Øje glædes (Chr. Richardt) (1920) - Der går et stille Tog (B. Bjørnson) (1929) - Dér, hvor vi stred og sang (J. C. Hostrup) (1920?) - Der sad en Fisker (Grundtvig) (1914?) - Det bødes der for (J. P. Jacobsen)(1891-92) - Det danske Brød på Sletten gror (J. Aakjær) (1917?) - Det er et Under på Verdens ø (Grundtvig) (1914?) - Det har Seraferne (J. P. Jacobsen) (1891-92?) - Det koster ej for megen Strid (A. Brorson) (1914-18?) - Det nye Nord (J. Gudlaugsson) (1921) - Det är höst (Alma Rogberg) (1929) - Dig vil jeg elske (Glahn) (1914-18?) - Drag, Jesus, mig dog efter dig (A. Brorson) (1914-?) - Du danske Mand af al din magt "Dansk Fædrelandssang" (H. Drachmann) (1906) - Du gav os de Blomster (H. Rode) (1924) - Dybt hælder Aaret i sin Gang (C. J. Boye)(1918?) - En Sømand med et modigt Bryst (J. Ewald) (1926) - Er din Stue lav og trang (L. C. Nielsen) (1923) - Erindringens Sø (L. Holstein) (1895-96) - Est du modfalden (Grundtvig) (1915) identisk med "Min Jesus, lad mit hjerte få" - Et helligt Liv, en salig Død (A. Brorson) (1914?) - Farvel, min velsignede Fødeby (Poul M. Møller) (1914) - Fordum var der Fred på Gaden - fra operaen Maskarade (1905) - Forunderligt at sige (N.F.S. Grundtvig) (1914) - Forårssang "Vaaren, Vaaren er i brudd" (M. Børup) (1926) - Fredlys din Jord, du danske Mand (A. W. Holm) (1914?) - Fred med dig og fred med eder (Grundtvig) (1914?) - Fred og glæde, for dem græde (Grundtvig) (1914?) - Fremtidens Land (B. Bjørnson) (1929) - Frihed er det bedste Guld (Biskop Thomas af Strängnæs)(1920) - Frisk op, endnu engang (A. Brorson) (1914-16?) - Frydeligt med Jubelkor (M. Børup) (1906) - Genrebillede "Pagen højt på tårnet sad" (J. P. Jacobsen) (1891-92) - Gensyn "Hvor blev den Blomst" (Paludan-Müller) (1930) - Glæden hun er født i dag (Th. Kingo)(1914) - Godnat (J. V. Jensen) (1907) - Gry "Mørket viger" (H. Lorenzen) (1919) - Græshoppen sidder på Engen (B. S. Ingemann) (1898-99) - Grøn er Vaarens Hæk (P. M. Møller) (1924) - Guds Engle i flok (Grundtvig) (1914) - Guds Fred er mere end Englevagt (Grundtvig) (1914) - Gud skal al Ting mage (A. Brorson) (1914) - Guldfloden "Der strømmer en Flod"(B. S. Ingemann) (1920-21?) - Har Dagen sanket al sin Sorg (J. P. Jacobsen) (1891-92) - Har Haand du lagt (Grundtvig) (1914?) - Har I nu tænder i Riven sat (J. Aakjær) (1926) - Har nogen lyst at kende (Grundtvig) (1914) - Havet omkring Danmark fra L.C. Nielsens skuespil Willemoes (1907) - Hvem sidder dér bag Skærmen (Jens Vejmand) (J. Aakjær) (1907) - Herren siger, er I trætte (Grundtvig) (1914?) - Herren Røst var oven Vandet (Grundtvig) (1914?) - Hil dig, vor Fane, Korsbanner hvidt (Grundtvig) (1915) - Hilsen "Den dovne Fjord" (L. Holstein) (1895-96) - Hjemlige Jul (E. Bønnelycke) (1923) - Hjemstavn "Jeg vandrer over mine Fædres Jord" (Fr. Poulsen) (1929) - Hun har mig glemt (H. C. Andersen) (1916) - Husvild (J V Jensen) (1907) - Hvad synger du om (J. C. Hostrup) (1922) - Hver har sit, du har dit (L. C. Nielsen) (1926) - Hvi vil du dig så klage (Grundtvig) (1914?) - Hvor sødt i Sommer-aftenstunden (Oehlenschlæger) (1916) - Høgen "Vær hilset Høg" (J. Aakjær) (1907) - Højt ligger på Marken (H. C. Andersen) (1918-17) - Hør, hvor let den Vinger (J. Aakjær) (1914) - I Aften "Det gyldenhvide Himmellys" (L. Holstein) (1895-96) - I drømmenes Land (J. P. Jacobsen) (1891-92) - I kølende Skygger (J. Ewald) (1926) - I Seraillets Have (J. P. Jacobsen) (1891-92) - Island (O. Lagoni) (1929) - I Skyggen vi vanke (A. Oehlenschläger fra Sanct Hansaften-Spil (1913) - I Solen går jeg bag min Plov (L. Holstein) (1895-96) - Ind under Jul (J. Lie) (1926) - Irmelin Rose (J. P. Jacobsen) (1891-92) - Italiensk Hyrdearie, op. 54 (G. Cavalcanti) fra "Amor og Digteren" (S. Michaëlis) - Jeg bærer med Smil min Byrde (J. Aakjær) (1914) - Jeg er så glad i grunden (B. Bjørnson) (1925-26) - Jeg fandt en Ven (Aa. Berntsen) (1918) - Jeg gik i Marken (Grundtvig) (1928) - Jeg har båret Lærkens Vinge (M. Rosing) (1926?) - Jeg kører frem gennem Strålefryd (B. Bjørnson) (1926?) - Jeg lægger mig så trygt til ro (Chr. Winther) (1924) - Jeg råber fast, o Herre (Sten Bille) (1914?) - Jeg synes om din lette Gang (C. Nielsen) (1906) - Jeg så kun tilbage (B. S. Ingemann) (1920?) | - Jeg ved en Lærkerede (H. Bergstedt) (1924?) - Jeg ved et lille Himmerig (Grundtvig) (1914?) - Jens Madsen å An-Sofi (Aa. Berntsen) (1924) - Jens Vejmand (J. Aakjær) (1907) - Jord, i hvis Favn (Chr. Richardt) (1921?) - Julesang "Himlen mørkner" (M. Falck) (1923) - Julesang "Kom Jul, til Jord" (Johs. Wiberg) (1923) - Kom, blankeste Sol (Albert Thura) (1901) - Kom, Guds Engel (E. Aarestrup) (1907) - Korsets Tegn og Korsets Ord (Grundtvig) (1914?) - Kvadet om Nordens Harpe (A. Berntsen) (1931) NB: Nielsens sidste komposition - Kær est du Fødeland (St. St. Blicher) (1924) - Lad en og anden have Ret (P. Faber) (1924) - Luk Øjnene op (Grundtvig) (1914) - Længsel "I hvor jeg end" (R. Burns) (1887?) - Lær mig Nattens Stjerne (Chr. Richardt) (1922) - Maria sad på Hø og Straa (Grundtvig) (1914?) - Min Jesus lad mit Hjerte få identisk med "Est du modfalden", tema i 3. sats af Blæserkvintet op. 43 - Min lille Fugl, hvor flyver (H. C. Andersen) (1916-17) - Min Sjæl er mørk (Byron) (1887?) - Mit Hjem, hvor mine Fædres Fjed (P. R. Rasmussen) (1921?) - Min Pige er så lys som Rav (H. Rode) (1920) fra skuespillet "Moderen" - Mit Hjerte altid vanker (A. Brorson) = Forunderligt at sige (1919) - Morgenhanen atter gol (Grundtvig) (1926) - Morten Børps Majvise "Frydeligt med Jubelkor" (1906) - Naturens ædle Dyrker (C. Hauch (1921?) - Nu er Dagen fuld af Sang (J. Aakjær) (1914) - Nu er da Vaaren kommem (A. Oehlenschlæger) (1916) - Nu lyser Løv i Lunde (Johs. Jørgensen) (1921) - Nu ruger på Reden (L. Holstein) (1925?) - Nu skal det det åbenbares (Grundtvig) (1922) - Nu Sol i Øst oprinder mild (C. J. Brandt) (1914?) - Nu spinder vi for Dittemor (M. Andersen Nexø) (1926) - Nu springer Vaaren fra sin Seng (V. Stuckenberg) (1914) - Når jeg betænker Tid og Stund (P. Nielsen) (1914?) - Når Odin vinker (A. Oehlenschlæger) (1914) - Når Smaabørn klynker ved Aftenstide (C. Dabelsteen) (1924) - Når Somrens Sang er sungen (J. C. Hostrup) (1921) - O, du Guds Lam (Grundtvig) (1914?) - Og jeg vil drage fra Sydens Blommer (H. Drachmann) (1915-16?) - O, havde jeg dog tusind Tunger (A. Brorson) (1914?) - O Helligånd, mit Hjerte (A. Brorson) (1924?) - O, hør os, Herre, for din Død (Grundtvig (1914?) - O, hvor er jeg glad i Dag!, (Michael Rosing) (1923-24) - O Kristelighed, du skænker vort Hjerte (Grundtvig (1914?) - Om Strømmen mod dig bruser (St. St. Blicher) (1926?) - Op, al den Ting, som Gud har gjort (A. Brorson) (1914?) - Op, I Kristne, ruster eder (Falckner/Brorson) (1914) - O, sad jeg som Maria sad (M. Wexelsen) (1914?) - På alle dine Veje (Grundtvig) (1914) - På det jævne, på det jævne (H.V. Kaalund) (1921) - Påskeblomst! hvad vil du her? (N.F.S. Grundtvig) (1910) - Rosen blusser alt i Danas have (P. M. Møller) (1914) - Råbet stiger i Morgnens Skær ((J. Aakjær) (1909) = Kommer I snart I husmænd - Sang for "Dansk Arbejde" (V. Rørdam) (1923) - Sangen har Lysning (B. Bjørnson) (1922) - Se dig ud en Sommerdag (J. Aakjær) (1914) - Serenade "See luften er stille" (J. Callanan/Caralis) ((1887?) - Sidskensang (E. Aarestrup) (1906) - Silkesko over gylden Læst (J. P. Jacobsen) (1891-92) - Simon Peteres Kald (Grundtvig) (1914?) - Skal Blomstrene da visne (H. Rode) (1901) - Sof sött, du lilla Sonja (C. Nielsen?) (191222) = Den sorte fugl (F. Jæger) - Solen er så rød Mor (H. Bergstedt (1924) - Sol er oppe (Grundtvig) (1924?) - Solnedgang (J. P. Jacobsen) (1891-92) - Som den gyldne Sol frembryder (T. Kingo) (1914?) - Som Dug på slagne Enge (Grundtvig) (1914?) - Som dybest Brønd gir altid klarest Vand (J. Aakjær) (1918) - Som en rejselysten Flaade fra "Moderen" (H. Rode) (1921) - Sommersang "Fyldt med blomster" (L. Holstein) (1895-96) - Sov ind mit lille Nusseben (P. M. Møller) (1914) - Sov, mit Barn, sov længe (Chr. Richardt) (1924= - Spurven sidder stum bag kvist (J. Aakjær) (1914) - Steen Steensen Blicher "Hedelærken, den liden Fugl" (C. Ploug) (1921) - Stille, Guds Folk (Grundtvig) (1914?) - Student-Tanker i en Gymnastiksal (E. Dalgas) (1910-11) - Studie efter Naturen (H. C. Andersen) (1915-16) - Syndfloden naar Nat udvalder" (Grundtvig) (1921) - Sænk kun dit Hoved, du Blomst (Johs. Jørgensen) (1903) - Søndret Folk er vokset sammen (H. Rode) (1920) fra "Moderen" - Saa sætter vi Piben i Ovnens Krog, mandskor af Fynsk Foraar (Aa. Berntsen) (1921) - Tag jer i agt for Anna (R. Burns) (1887?) - Tit er jeg glad (B. S. Ingemann) (1915-16) - Til Asali "Før drømte jeg fast" (J. P. Jacobsen) (1891-92) - Til min Fødeø (S. Raben-Korch) (1929) - Til mit Hjertes Dronning (P. B. Shelley) (1887?) - Ton det Himmel (Grundtvig) (1914?) - Tunge, mørke Natteskyer (Jakob Knudsen) (1917) - Ud går du nu paa Livets Vej (St. St. Blicher) (1914) - Udrundne er de gamle Dage (Grundtvig) (1914?) - Uforsagt, hvordan min Lykke (A. Stub) (1914?) - Under Korset stod med Smerte (Grundtvig) (1914?) - Underlige Aftenlufte (A. Oehlenschläger) (1914) - Undrer mig paa, hvad jeg faar at se (B. Bjørnson) (1925?) - Utallige Blomster på Jorderige gro (Grundtvig) (1914?) - Vejviseren synger "Til Fjelds over Bjergene" (J. Welhaven) (1887?) - Velkommen, Lærkelil (Chr. Richardt) (1928?) - Velsignet være du, vor Herre, Gud (Johs. Jørgensen) (1913) - Vender sig Lykken fra dig (C. Hauch) (1914) - Verdens Børn har mangt et Sted (Grundtvig) (1914?) - Vi elsker vort blomstrende Fædreland (A. Juel) (1924) - Vi fik ej under Tidernes tryk = De Unges Sang (J. C. Hostrup)(1909) - Vi frie Folk fra Norden ("Gymnastiksang"), skrevet til Olympiaden i London 1908 (V. Rørdam) (1908) - Vi Jyder (Vilh. From Bartrumsen) (1929) - Vi Sletternes Sønner har Drømme i Sind (L. Holstein i skuespillet Tove) (1907-08) - Vi nævner et Navn (K. Hamsun) (1926?) - Vise af Mogens (J. P. Jacobsen) (1891-92) - Vinden er så føjelig (H. Drachmann) (1926) - Vocalise-Etude (uden ord) (1927) - Vor Herre, han er en Konge stor (Grundtvig) (1914?) - Vor Verden priser jeg tusindfold (P. M. Møller) (1914) - Vuggevise "Sov min lille, min dejlige Dreng" (C. Nielsen?) (1883?) - Vældige Riger rives om Jorden (A. Otterstrøm) (1924) - Wo Dætter (A. Berntsen) (1924-25) - Æbleblomst (L. Holstein) (1895-96) - Æ Lastræ (A. Berntsen) (1824-25) |

## Forfatterskab
- Carl Nielsen: Levende Musik, essays og artikler om musik og musikere (København, Martins Forlag, 1925)
- Carl Nielsen: Min Fynske Barndom (Kbh. 1927) – selvbiografiske erindringer indtil han flyttede til København. Bogen er i 1994 filmatiseret af Erik Clausen.
- Breve fra Carl Nielsen til Emil B. Sachs (Kbh. 1952)
- Carl Nielsen: Breve (Kbh. 1954) Et udvalg af breve 1890-1931. Red. af Irmelin Eggert-Møller & Torben Meyer.
- Carl Nielsen: "Dagbøger og brevveksling med Anne Marie Carl-Nielsen", 2 bd., Udg. af Torben Schousboe (Kbh. 1983)
- Carl Nielsen: Brevudgaven [samlede breve fra og udvalgte til CN] (ca. 10-12 bind – foreløbig er 1.- 4. bind udkommet (Forlaget Multivers, Kbh. juni 2005, dec. 2006, sept. 2007, maj 2008).
- Carl Nielsen til sin samtid (Artikler og interviews af og med CN), 2 bind + 1 bd. med Noter & Register, udg. af John Fellow (Kbh. 1999).